# Seyssel (tổng của Ain)
Tổng Seyssel là một tổng ở tỉnh Ain trong vùng Rhône-Alpes.
Tổng Seyssel nằm ở hữu ngạn của Rhône.

## Địa lý

Vị trí của Seyssel trong tỉnh

Tổng này được tổ chức xung quanh Seyssel ở quận Belley. Độ cao ở đây từ 226 m (Culoz) đến 1 524 m (Anglefort) với độ cao trung bình 322 m.

## Hành chính
| Giai đoạn                           | Ủy viên      | Đảng | Tư cách |
| ----------------------------------- | ------------ | ---- | ------- |
| tháng 3 năm 1992 - tháng 3 năm 1998 | René Ailloud |      |         |
| tháng 3 năm 1998 - tháng 3 năm 2004 | René Ailloud |      |         |
| tháng 3 năm 2004 - 2010             | René Ailloud | DVD  |         |

## Số đơn vị
Tổng Seyssel groupe 5 xã và có dân số 5 663 dân (theo điều tra dân số năm 1999, số lượng không tính trùng).
| Xã        | Dân số | Mã bưu chính | Mã insee |
| --------- | ------ | ------------ | -------- |
| Anglefort | 769    | 01350        | 01010    |
| Chanay    | 573    | 01420        | 01082    |
| Corbonod  | 898    | 01420        | 01118    |
| Culoz     | 2 622  | 01350        | 01138    |
| Seyssel   | 801    | 01420        | 01407    |

## Biến động dân số
| 1962                                                     | 1968  | 1975  | 1982  | 1990  | 1999  |
| -------------------------------------------------------- | ----- | ----- | ----- | ----- | ----- |
| 5 099                                                    | 5 358 | 5 611 | 5 440 | 5 394 | 5 663 |
| Nombre retenu à partir de 1962 : dân số không tính trùng |       |       |       |       |       |